# Manlia Scantilla

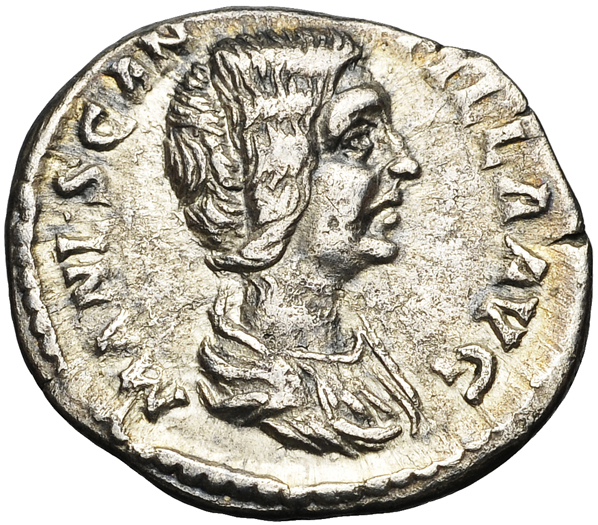
Manlia Scantilla

Manlia Scantilla war eine römische Kaiserin im Jahr 193.
Scantilla war die Gattin des Kaisers Didius Iulianus. Unmittelbar nach der Thronbesteigung ihres Mannes erhielt sie gemeinsam mit ihrer Tochter Didia Clara den Titel einer Augusta. Nach dessen Ermordung erhielt sie von Septimius Severus den Leichnam zur Bestattung. Zum selben Zeitpunkt musste sie gemeinsam mit ihrer Tochter den Augusta-Titel ablegen.